# آپسار آبخاز

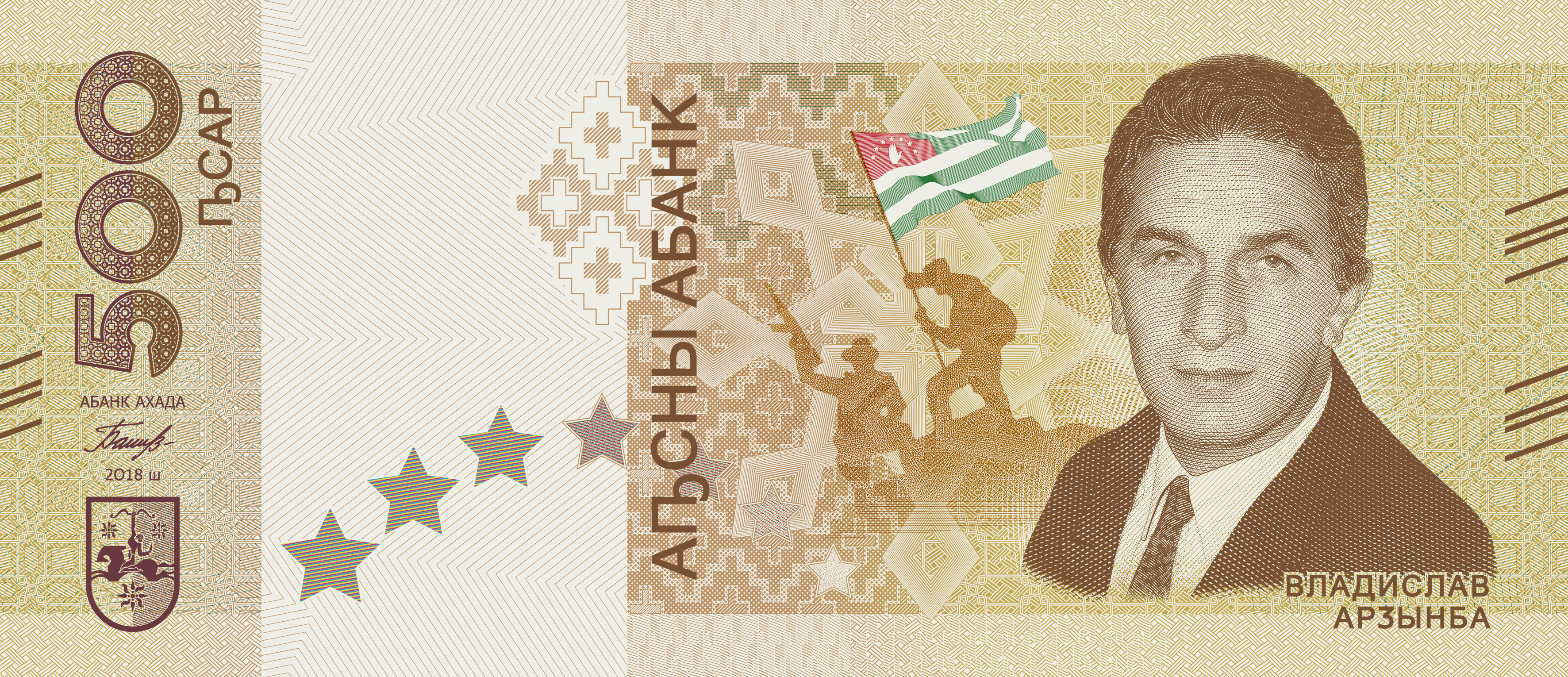

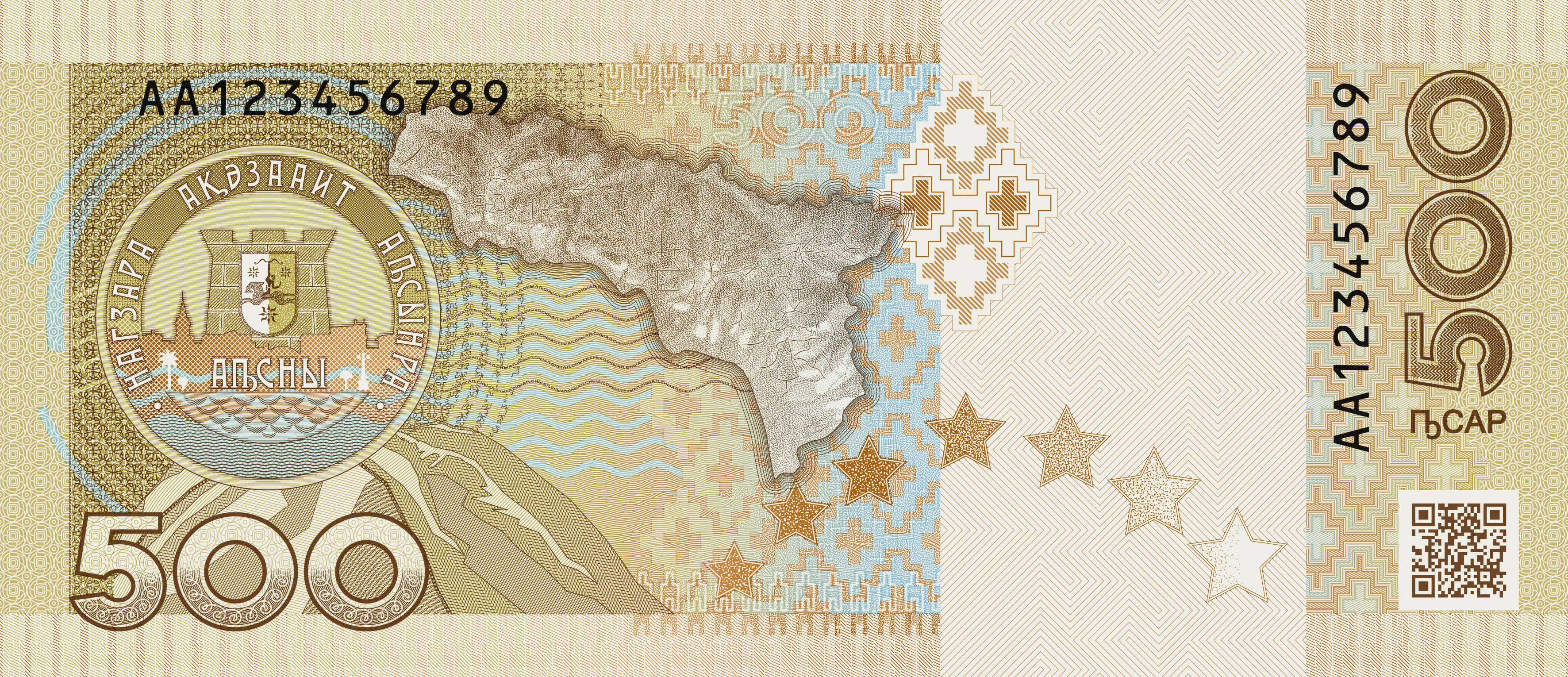

آپسار یکای پول غیررسمی آبخازیا است. اما فقط سکه‌های ۱۰ و ۵۰ آپساری ضرب می‌شوند و این یکا، فاقد اسکناس است. هرچند سکه‌ها در آبخازیا موجود است، اما مقدار آن بسیار کم است و برای مجموعه داران مناسب است. به‌طور رسمی در جمهوری آبخازیا روبل روسیه جریان دارد.
اولین سکه‌های آپسار در سال ۲۰۰۸ وارد بازار شدند.